# Dretzen
Dretzen ist ein Ortsteil der Gemeinde Buckautal im Landkreis Potsdam-Mittelmark im Land Brandenburg und ist Teil des Amtes Ziesar. 2002 schloss sich Dretzen mit der Gemeinde Buckau zur Gemeinde Buckautal zusammen, in die gleichzeitig Steinberg eingemeindet wurde. Dretzen liegt unmittelbar an der Landesgrenze nach Sachsen-Anhalt am Kirchenheider Bach, der über den Geuenbach in die Buckau drainiert. Dretzen liegt im Naturpark Hoher Fläming.

## Sehenswürdigkeiten
Ausgewiesenes Baudenkmal in Dretzen ist ein altes Schul- und Bethaus in der Dorfstraße 52.

Trotz der geringen Einwohnerzahl gibt es in Dretzen ein Lebensmittelgeschäft für Dinge des täglichen Bedarfs wie Konserven, Pralinen, Zigaretten oder Alkohol. Der 90-jährige Inhaber Otto Schulze fing im März 1949 als Verkaufsstellenleiter in Dretzen an. 1955 zog er in das Haus in der Dorfstraße 10a, in dem das Geschäft noch heute ansässig ist. 

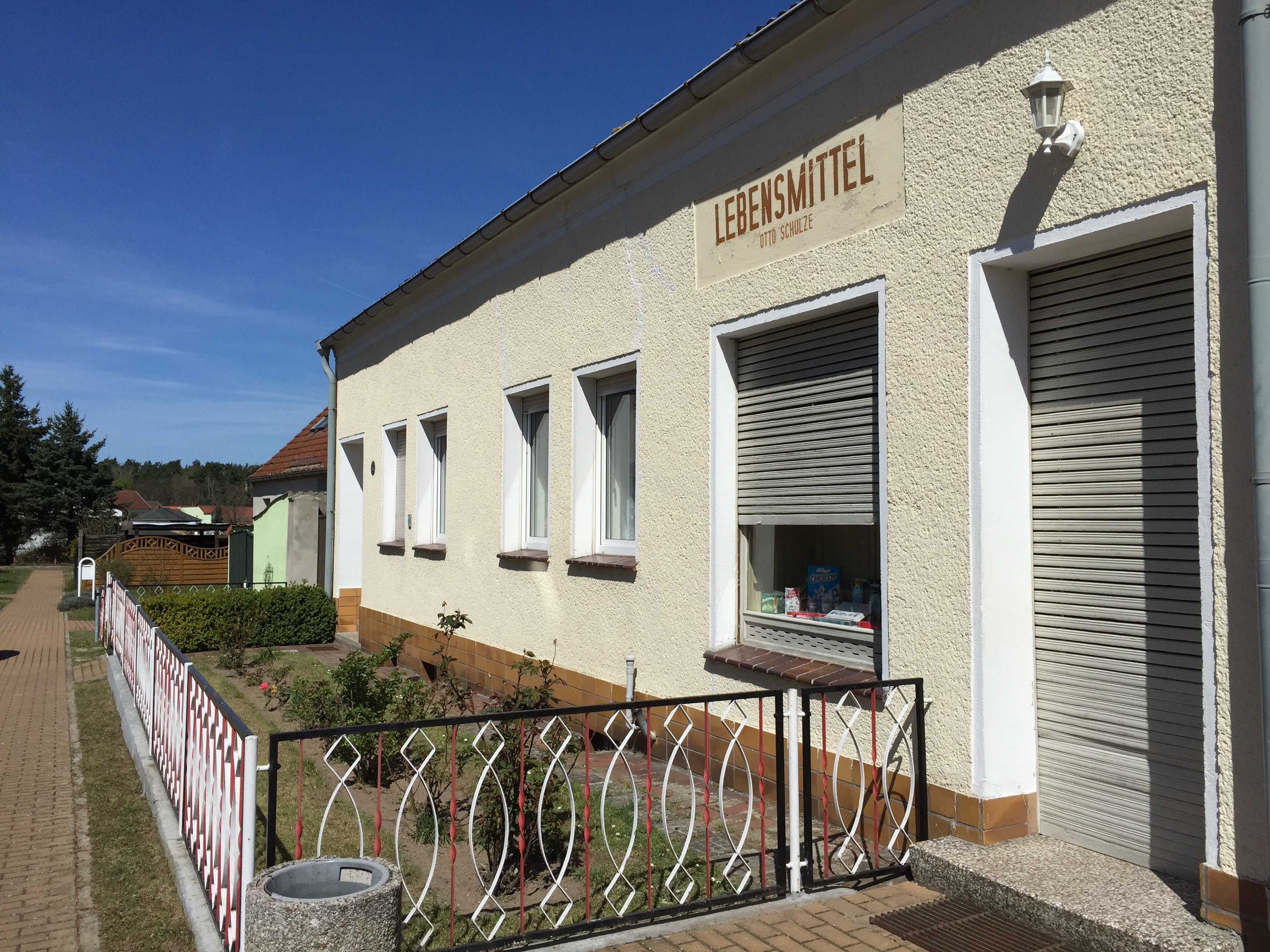
Lebensmittelgeschäft Dretzen